# Бјевил
Бјевил (фр. Biéville) насеље је и општина у северној Француској у региону Доња Нормандија, у департману Манш која припада префектури Сен Ло.
По подацима из 2011. године у општини је живело 181 становника, а густина насељености је износила 32,55 становника/km². Општина се простире на површини од 5,56 km². Налази се на средњој надморској висини од 104 метара (максималној 160 m, а минималној 82 m).

## Демографија
| 1962. | 1968. | 1975. | 1982. | 1990. | 1999. | 2011. |
| ----- | ----- | ----- | ----- | ----- | ----- | ----- |
| 137   | 176   | 159   | 149   | 145   | 146   | 181   |

График промене броја становника у току последњих година